# 5158 Ogarev
5158 Ogarev (1976 YY) là một tiểu hành tinh vành đai chính được phát hiện ngày 16 tháng 12 năm 1976 bởi L. I. Chernykh ở Nauchnyj.